# Convergence quadratique
Ne pas confondre avec la convergence en moyenne quadratique des suites de fonctions.
En mathématiques, la convergence quadratique d'une suite est une vitesse de convergence d'exposant 2, c'est-à-dire que la précision de l'approximation double à chaque étape. C'est le cas de certaines suites apparaissant dans des algorithmes de calcul comme dans la méthode de Newton ou dans l'évaluation de la moyenne arithmético-géométrique.
Voir l'article Vitesse de convergence des suites qui développe les notions de vitesse de convergence avec plus de précisions.